# دريك لاكريدا
دريك لاكريدا (بالبرتغالية: Derik Lacerda‏) هو لاعب كرة قدم برازيلي في مركز الوسط، ولد في 27 سبتمبر 1999 في دوق دي كاكسياس في البرازيل. لعب مع أكاديميكا كويمبرا.

## وصلات خارجية
- دريك لاكريدا على موقع قاعدة بيانات كرة القدم.إي يو (الإنجليزية)
- دريك لاكريدا على موقع Soccerway.com (الإنجليزية)